# Sessa Aurunca
Sessa Aurunca est une commune italienne d'environ 21 100 habitants située dans la province de Caserte, en Campanie. Elle est située sur le site de la cité antique de Suessa Aurunca.

## Géographie

### Hameaux
Avezzano e Sorbello, Baia Domizia, Carano di Sessa Aurunca, Piedimonte di Sessa Aurunca

### Communes limitrophes
Carinola, Castelforte, Cellole, Falciano del Massico, Galluccio, Minturno, Mondragone, Rocca d'Evandro, Roccamonfina,  Santi Cosma e Damiano, Teano

## Administration
| Période        | Période | Identité         | Étiquette       | Qualité |
| -------------- | ------- | ---------------- | --------------- | ------- |
| 4 octobre 2021 |         | Lorenzo Di Iorio | Parti démocrate |         |

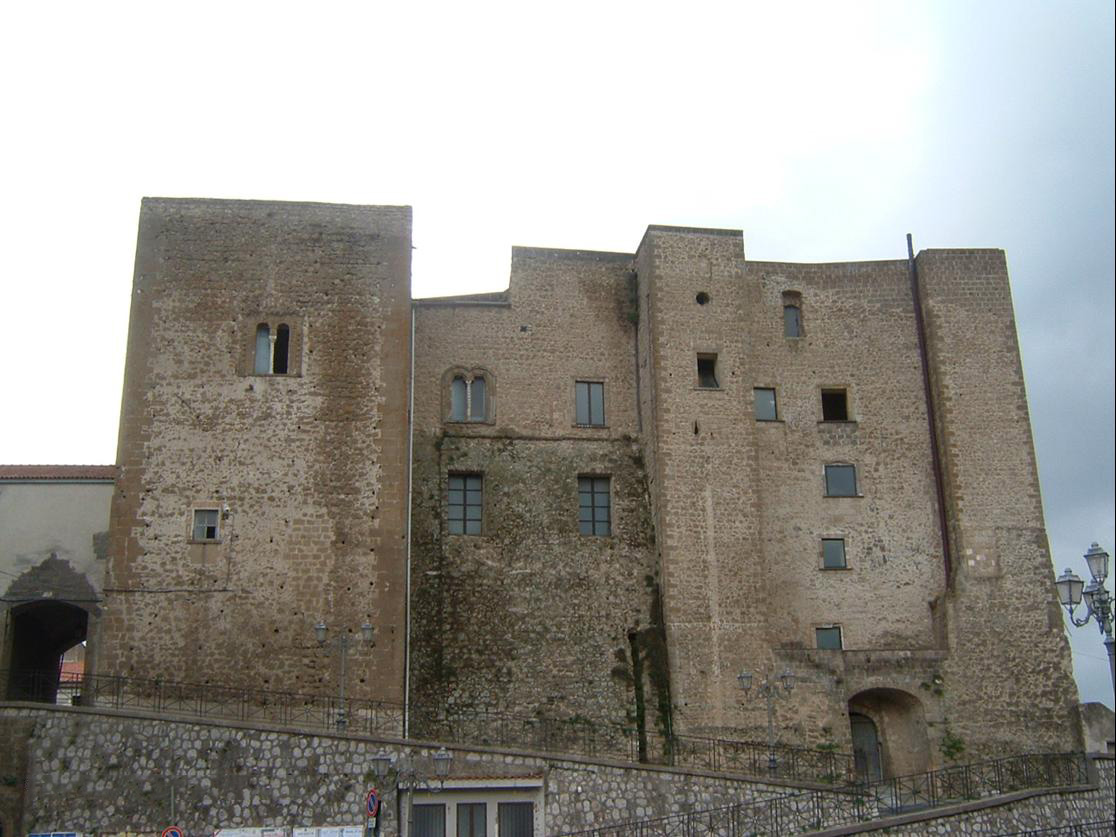
Le château ducal.
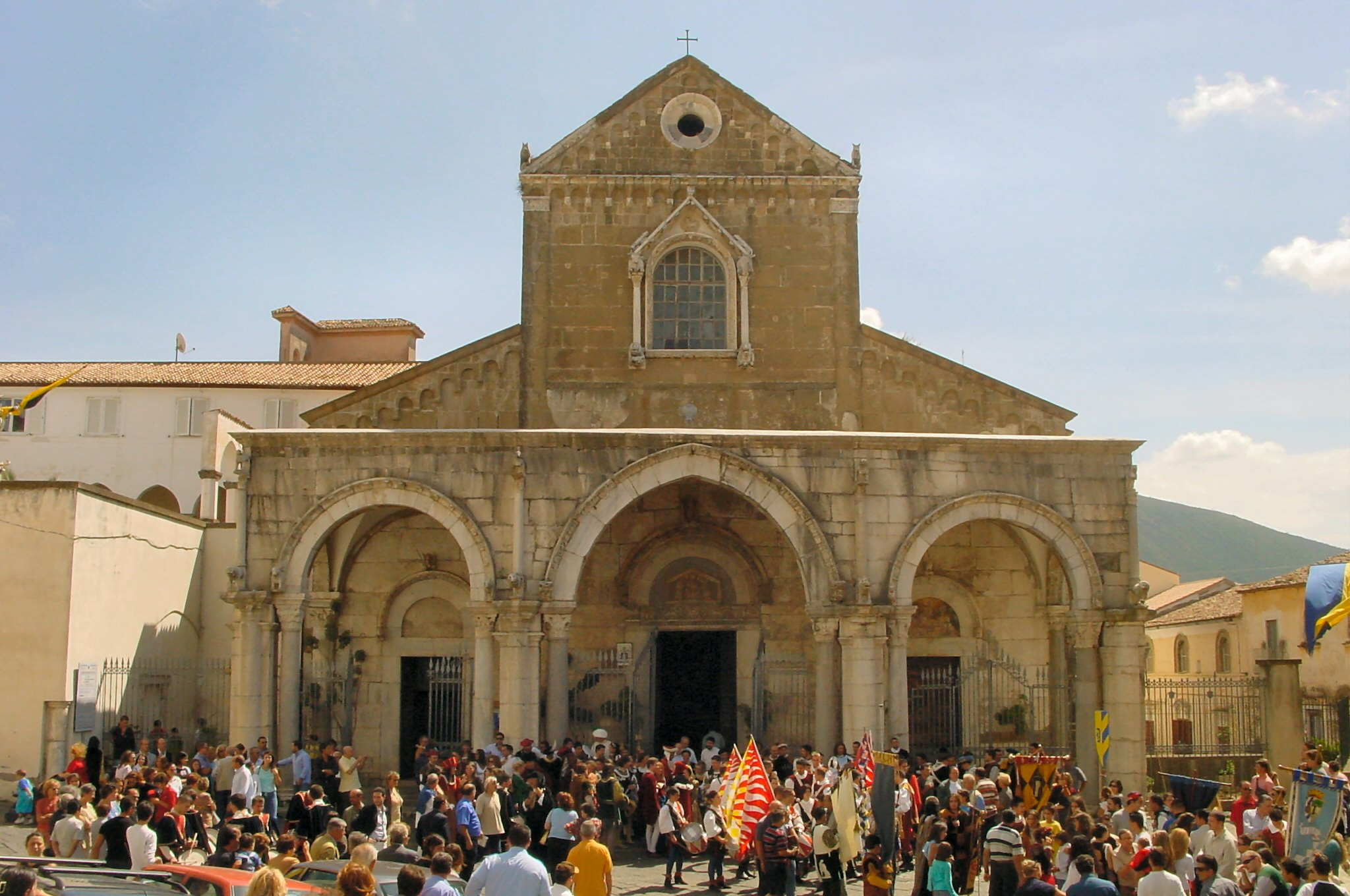
La cathédrale des Saints-Pierre-et-Paul.
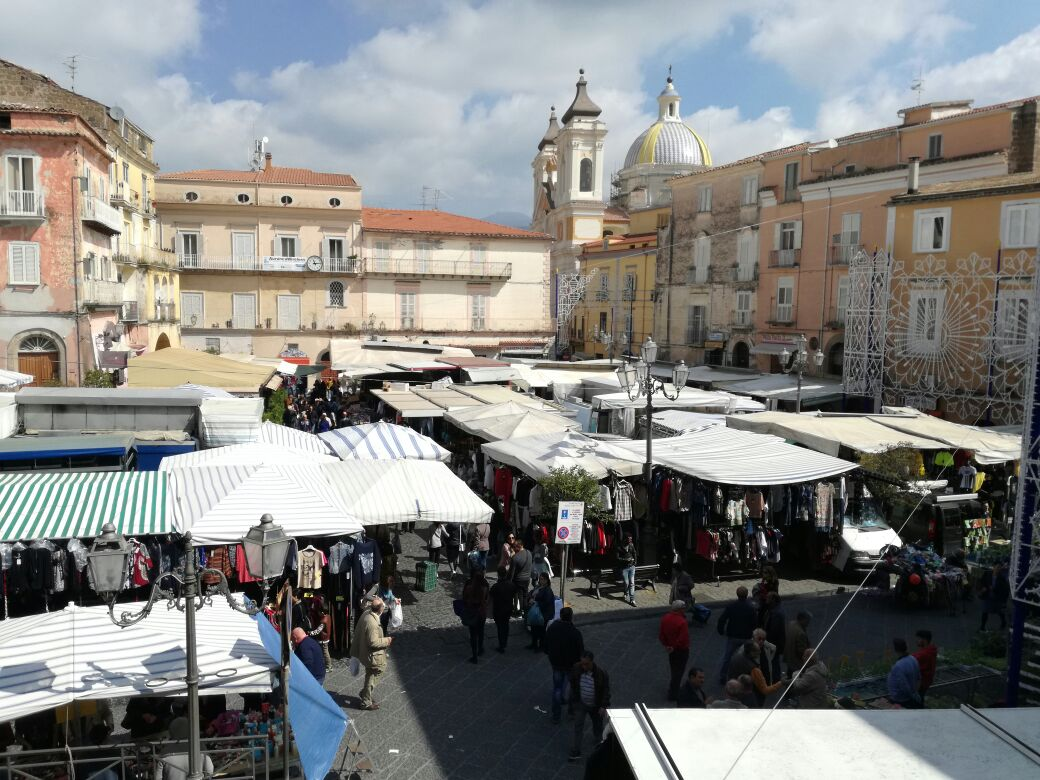
La place du marché.